# Tomas Haake
Tomas Haake (Örnsköldsvik, 13 juli 1971) is een Zweedse muzikant. Hij is de drummer van de extreme metalband Meshuggah.
In 2012 werd Haake vanwege zijn welbekende polyritmiek en technische vaardigheden door MetalSucks.net uitgeroepen tot de op vier na beste drummer in het genre "Modern Metal". In de juli editie uit 2008 van Modern Drummer magazine werd Haake door de lezers geclassificeerd  als de nummer één drummer in de categorie "Metal".
Op de in 2019 door het tijdschrift Rolling Stone gepubliceerde ranglijst van 100 beste drummers in de geschiedenis van de popmuziek kreeg Tomas Haake de 93e plaats toegekend.

## Muzikale carrière
Haake schrijft de meeste songteksten van Meshuggah. En zijn stem is ook te horen in verschillende nummers: 
- "Choirs of Devastation" op het album Contradictions Collapse,
- "Inside What's Within Behind", "Suffer in Truth" en "Sublevels" op het album Destroy Erase Improve,
- "Sane", "The Exquisite Machinery of Torture" op het album Chaosphere,
- "Spasm" op het album Nothing,
- en op diverse tracks op het album Catch Thirtythree
- en ook op het nummer "Dancers to a Discordant System" van obZen.

Haake heeft ook ~tekst ingesproken op het soloalbum Sol Niger Within van Meshuggah-gitarist Fredrik Thordendal en zingt het nummer "Futile Bread Machine (Campfire Version)" van The True Human Design.

## Invloeden
Zelf geeft Tomas Haake aan te zijn beïnvloed door verschillende musici van bands uit de heavy metal, jazzfusion en progressieve rock scene. Hij noemt daarbij Engelse bands zoals Iron Maiden en Black Sabbath, Amerikaanse bands als Metallica, Slayer, Testament en Metal Church, en de Canadese band Rush. Zijn favoriete drummers zijn onder meer Sean Reinert (Cynic, Death), Neil Peart (Rush), Ian Mosley (Marillion), Terry Bozzio (Missing Persons en Frank Zappa), Vinnie Colaiuta, Gary Husband en Dave Weckl.

## Materiaal

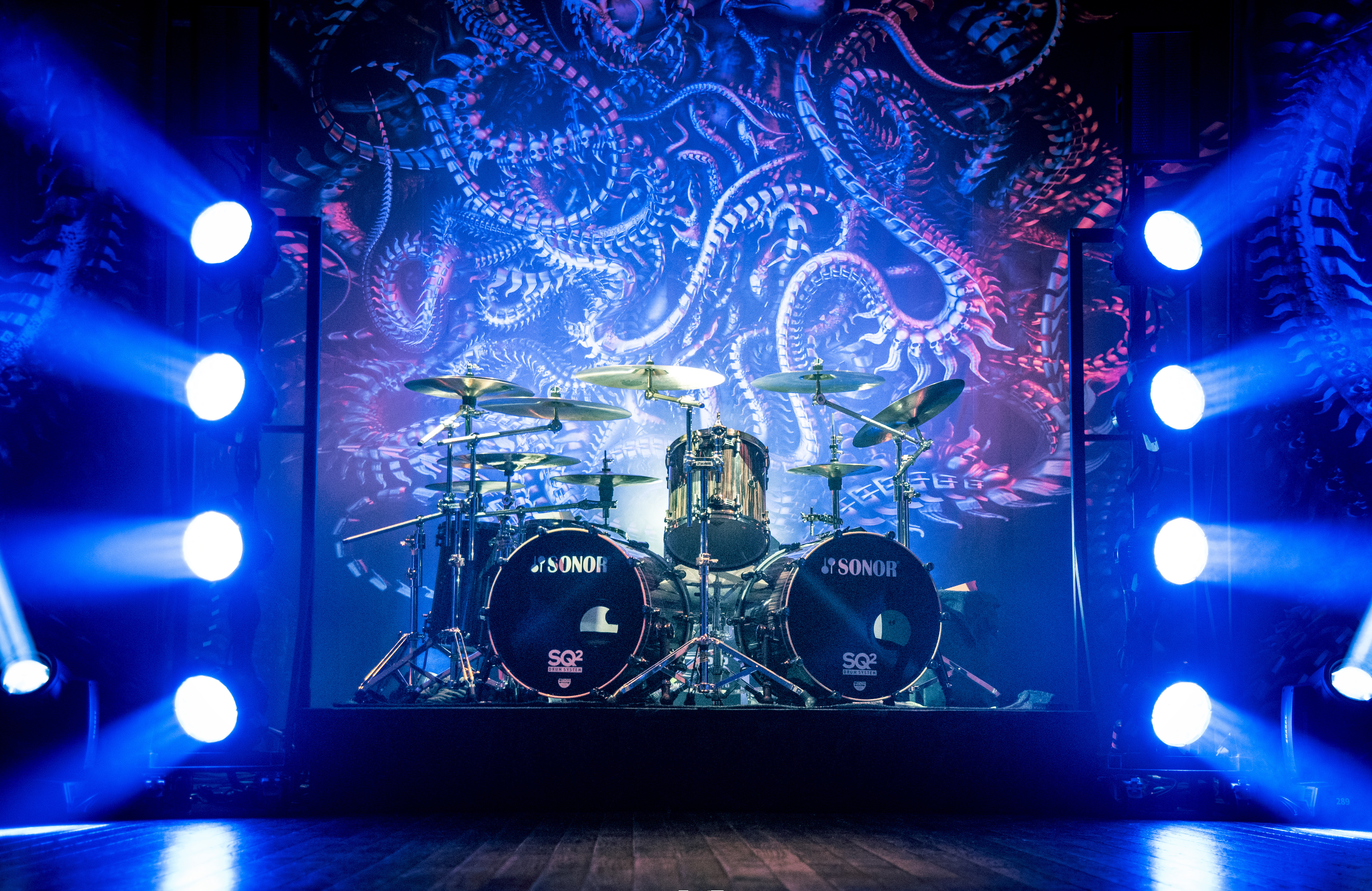
Tomas Haake’s-drumstel in 2016

De samenstelling van Haakes drumkit staat uitgebreid vermeld op ditzelfde lemma op Engelstalige Wikipedia (vanwege de reclame zijn de merken hier weggelaten).

## Privéleven
Haake heeft sinds 2013 een relatie met de Amerikaanse actrice/muzikante, Jessica Pimentel, zangeres van de heavy metal band Alekhine’s Gun en ster uit de serie Orange Is the New Black.

## Discografie
Meshuggah
- Contradictions Collapse (1991)
- None (EP, 1994)
- Selfcaged (EP, 1995)
- Destroy Erase Improve (1995)
- Chaosphere (1998)
- Nothing (2002)
- I (EP, 2004)
- Catch Thirtythree (2005)
- Nothing - re-issue (2006)
- obZen (2008)
- Koloss (2012)
- Pitch Black (EP, 2013)
- The Violent Sleep of Reason (2016)
- Immutable (2022)